# Онохой (селище)
Онохой (рос. Онохой) — селище Заіграєвського району, Бурятії Росії. Входить до складу Сільського поселення Селище Онохой.
Населення — 10676 осіб (2015 рік).